# دلار استرالیا
دلار استرالیا (به انگلیسی: Australian Dollar) نام یکای پول کشور استرالیا است که به اختصار AUD (اِی یو دی) نامیده می‌شود. دلار استرالیا در کشورها و مناطق زیر نیز استفاده می‌شود: کیریباتی، جزایر نورفولک، جزایر کریستیَن. هر دلار استرالیا از یکصد سِنت تشکیل می‌شود.
ارزش دلار استرالیا در برابر دلار آمریکا در سال ۲۰۰۰ کمتر از ۰٫۵ بوده که در سال ۲۰۰۷ با رشدی زیاد به ۰٫۸ رسیده‌است. یک دلار استرالیا در تاریخ ۱۳۹۹/۱۱/۱۸ در ایران ۱۸۹,۰۰۰ ریال خرید و فروش می‌شده است.
کد پول کشور استرالیا ۴۲۱۷ است که از سه اختصار بین اللملی تشکیل و تاریخ صدور و سند پول به تأیید سازمان بین‌المللی استاندارد یا (ISO International Organization for Standardization) می‌رسد. اختصار کد پولی کشور استرالیا AUD که معمولاً با علامت اختصاری $.A یا به صورت غیررسمی AU$ نمایش داده می‌شود.
دلار استرالیا، ششمین ارز مبادلات تجاری در بازار بورس جهانی به‌شمار می‌رود. این دلار به ترتیب پس از دلار آمریکا، یورو، ین، پوند استرلینگ، و فرانک سویس در مبادلات ارزی جهانی کاربرد دارد.
دلار استرالیا از جهت نرخ بهره بالا در این کشور، عدم مداخله دولت در بازار سهام خارجی، تثبیت اقتصاد و دولت، و سود معاملات بازرگانی به ویژه با کشورهای آسیایی در سطح جهان مطرح است.

## تاریخچه
اولین بار دلار در تاریخ ۱۴ فوریه ۱۹۶۶ معرفی شد و هر ۲ دلار استرالیا معادل یک پوند یا به ازای هر دلار ده «شلینگ» معاوضه می‌شد. در سال ۱۹۶۷ پس از آنکه «استرلیگ» در مقابل دلار آمریکا کم ارزش شد، برای اولین بار ارزش دلار استرالیا از «استرلینگ» پیشی گرفت. در همان زمان ارزش هر یک دلار استرالیا معادل ۱٫۱۲ دلار آمریکا مبادله می‌شد.
اولین سری دلارها در سال ۱۹۹۶ در واحدهای ۱، ۲، ۱۰ و ۲۰ دلاری، در همان اندازه اسکناسهای سابق پوند به چاپ رسید. اسکناس ۵ دلاری در سال ۱۹۶۷ پس از مقبولیت دیگر اسکناسها در میان مردم به بازار آمد. اسکناس یک دلاری جای خود را در سال ۱۹۸۴ به سکه داد و چهار سال بعد یعنی سال ۱۹۸۸ سکه دو دلاری جایگزین پول پلاستیکی شد. اسکناس ۵۰ دلاری در سال ۱۹۷۳ و سپس اسکناس یکصد دلاری در سال ۱۹۸۴ به منظور پاسخ به تورم و سهولت در انجام معاملات بزرگتر معرفی گردید.

## سکه‌ها
پنج سنتی، ده سنتی، بیست سنتی، پنجاه سنتی، یک دلاری و دو دلاری. سکه‌های یک و دو دلاری زرد رنگ و بقیه نقره‌ای رنگ هستند. تمام سکه‌ها در یک طرف نقش ملکه الیزابت دوم را دارند.

## اسکناس‌ها
اسکناس‌های دلار استرالیا در اعداد پنج دلاری، ده دلاری، بیست دلاری، پنجاه دلاری و صد دلاری وجود دارد.

## معرفی ویژگی های امنیتی دلار استرالیا
با معرفی اسکناس‌های پلیمری، بانک مرکزی استرالیا (RBA) توانست انواع ویژگی‌های امنیتی پیشرفته را با هم ادغام کند. این ویژگی‌ها به گونه‌ای طراحی شده‌اند که چاپ آن‌ها دشوار است و در نتیجه خطر جعل را کاهش می‌دهد. سری اولیه اسکناس های پلیمری شامل پنجره‌های شفاف، هولوگرام‌های پیچیده و تکنیک‌های چاپ پیچیده بود که پیاده‌سازی آن‌ها در اسکناس‌های کاغذی امکان‌پذیر نبود.

## حواله دلار استرالیا
حواله به استرالیا به معنای ارسال پول از یک کشور به استرالیا است و معمولاً برای ارسال پول به این کشور یا دریافت پول از آن استفاده می‌شود. این نوع حواله می‌تواند توسط افراد، شرکت‌ها یا سازمان‌های مختلفی انجام شود.
حواله دلار استرالیا از طریق صرافی‌ها و بانک‌ها انجام می‌شود. هرچند که بانک‌ها یکی از روش‌های معمول برای ارسال پول به خارج از کشور هستند، اما بسیاری از افراد به دلیل نرخ‌های بالای کارمزد و زمان‌های طولانی انتقال، ترجیح می‌دهند از خدمات صرافی‌ها استفاده کنند.